# La cité foudroyée
La cité foudroyée er en fransk stumfilm fra 1924 af Luitz-Morat.

## Medvirkende
- Daniel Mendaille som Richard Gallée
- Jane Maguenat som Huguette
- Armand Morins som Baron de Vrécourt
- Alexis Ghasne som Hans Steinberg
- Lucien Cazalis
- Paul Journée som Battling Martel
- Simone Judic
- Émilien Richard